# Arcadia (poesia)

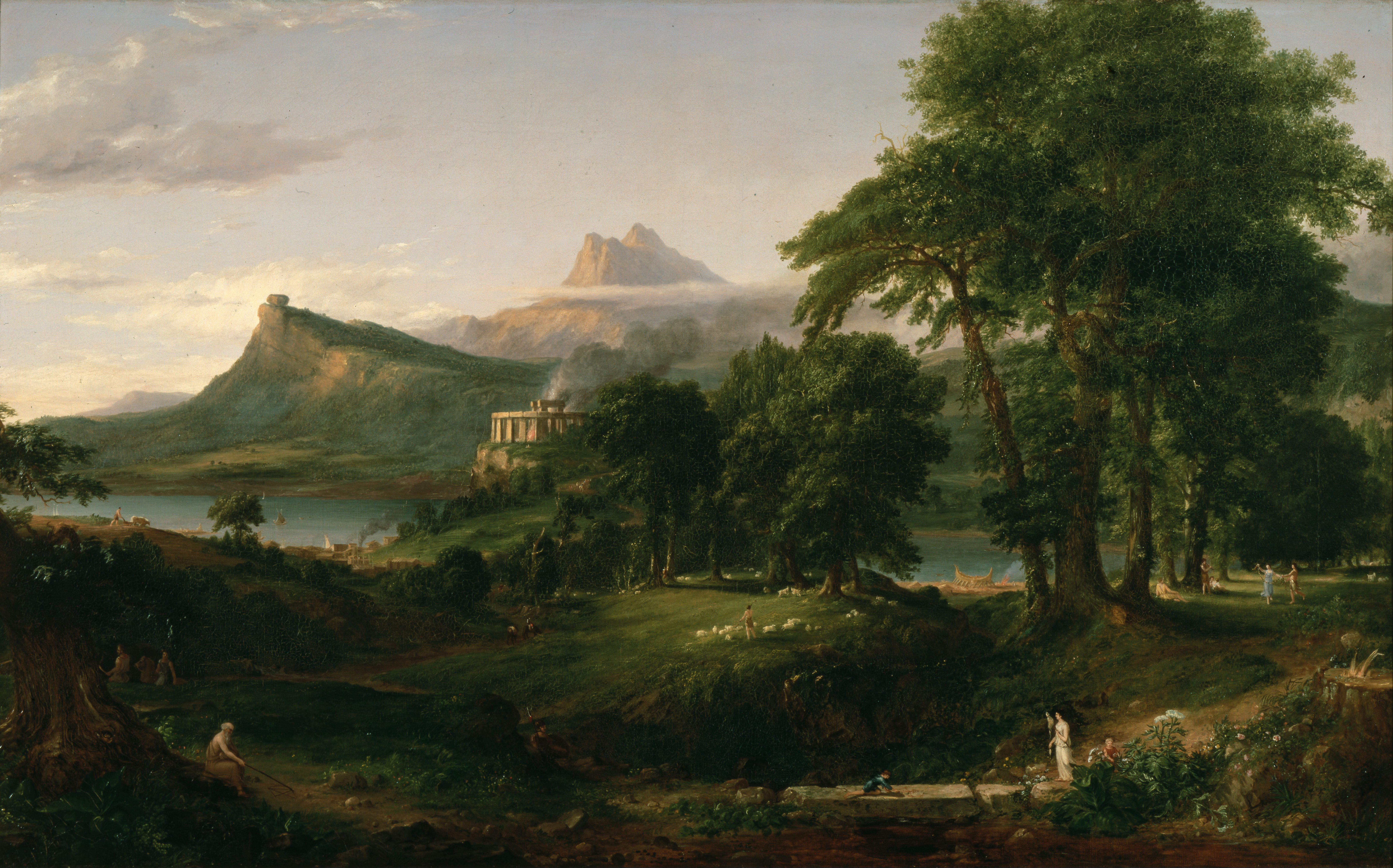
Stato Arcadico o Pastorale di Thomas Cole, 1834.

L'Arcadia (in greco: Ἀρκαδία) è una regione storica della Grecia, nella penisola del Peloponneso (cfr. l'attuale omonima unità periferica) che, nel corso della storia della letteratura, è stata elevata a topos letterario, in quanto percepita come un mondo idilliaco. Si presenta infatti come una regione montuosa, disabitata per via della sua topografia: prevalentemente occupata da pastori, ha assunto nella poesia e nella mitologia i connotati di sogno idilliaco, in cui non era necessario lavorare la terra per sostenersi, perché una natura generosa provvedeva già a donare all'uomo il necessario per vivere. Ha una diversa connotazione dal concetto di utopia.

## Arcadianella letteratura
Secondo la mitologia greca, l'Arcadia del Peloponneso era un possedimento di Pan, la deserta e vergine casa del dio della foresta e la sua corte di driadi, ninfe e spiriti della natura. Viene spesso identificata come una sorta di paradiso terrestre, abitato però solamente da entità sovrannaturali, non un luogo in cui le anime si rifugiassero dopo la morte.

### Virgilio e lostile bucolico
L'Arcadia è rimasta un soggetto artistico sin dall'antichità, sia nelle arti visuali, sia in letteratura. Le immagini di bellissime ninfe che giocano e corrono in una rigogliosa foresta sono state frequenti fonti di ispirazione per pittori e scultori.
La stessa mitologia greca è fonte di ispirazione per il poeta romano Virgilio nello scrivere le sue Bucoliche, una serie di poemi la cui ambientazione è molto simile a quella dell'Arcadia.
Il risultato poi dell'influenza virgiliana nella letteratura medioevale, come ad esempio lo è nella Divina Commedia, l'Arcadia è diventato il simbolo della semplicità dello stile di vita dei pastori, del loro attaccamento alla Natura.

### Il Rinascimento: l'Arcadia in Europa

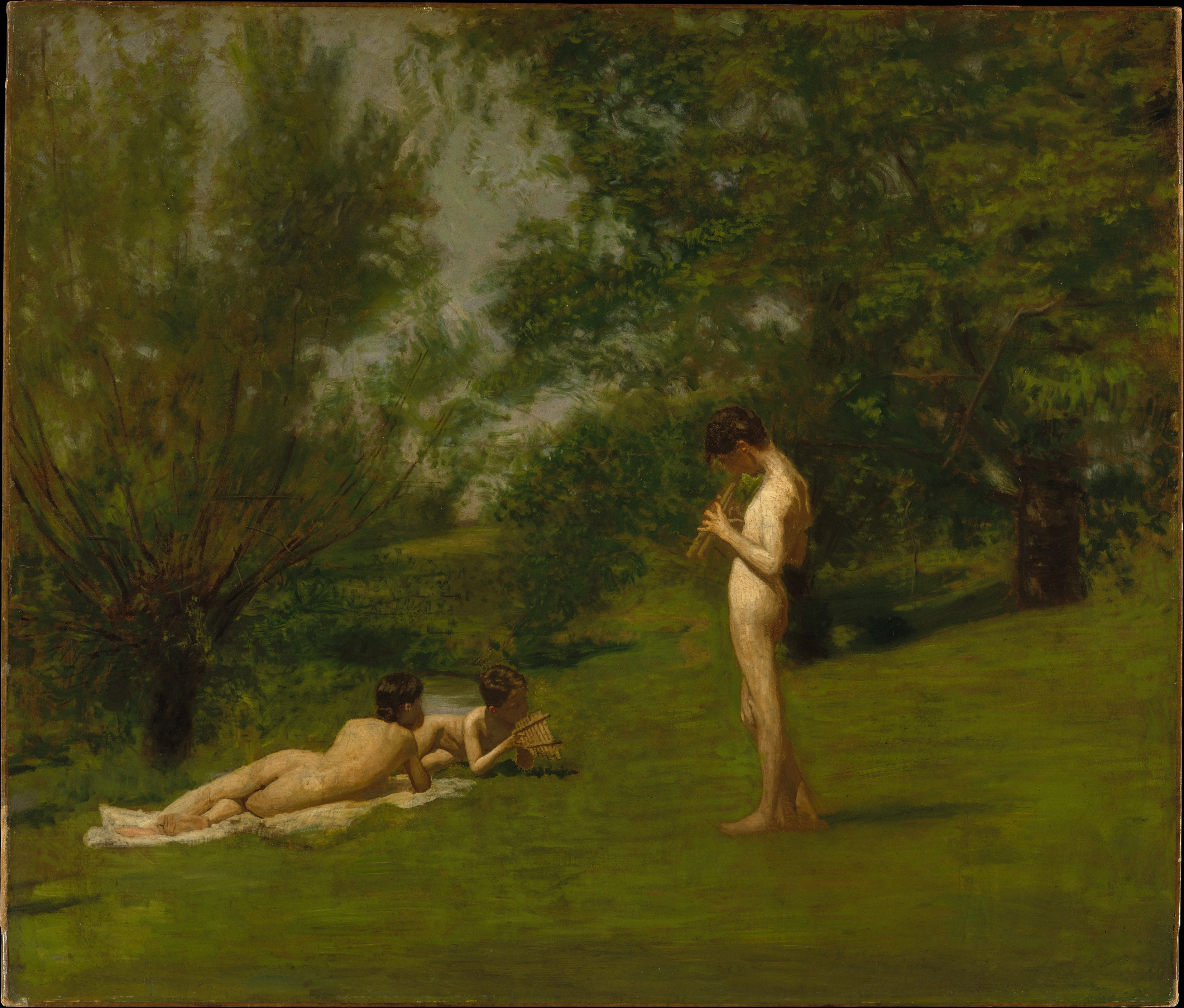
Thomas Eakins, "Arcadia"

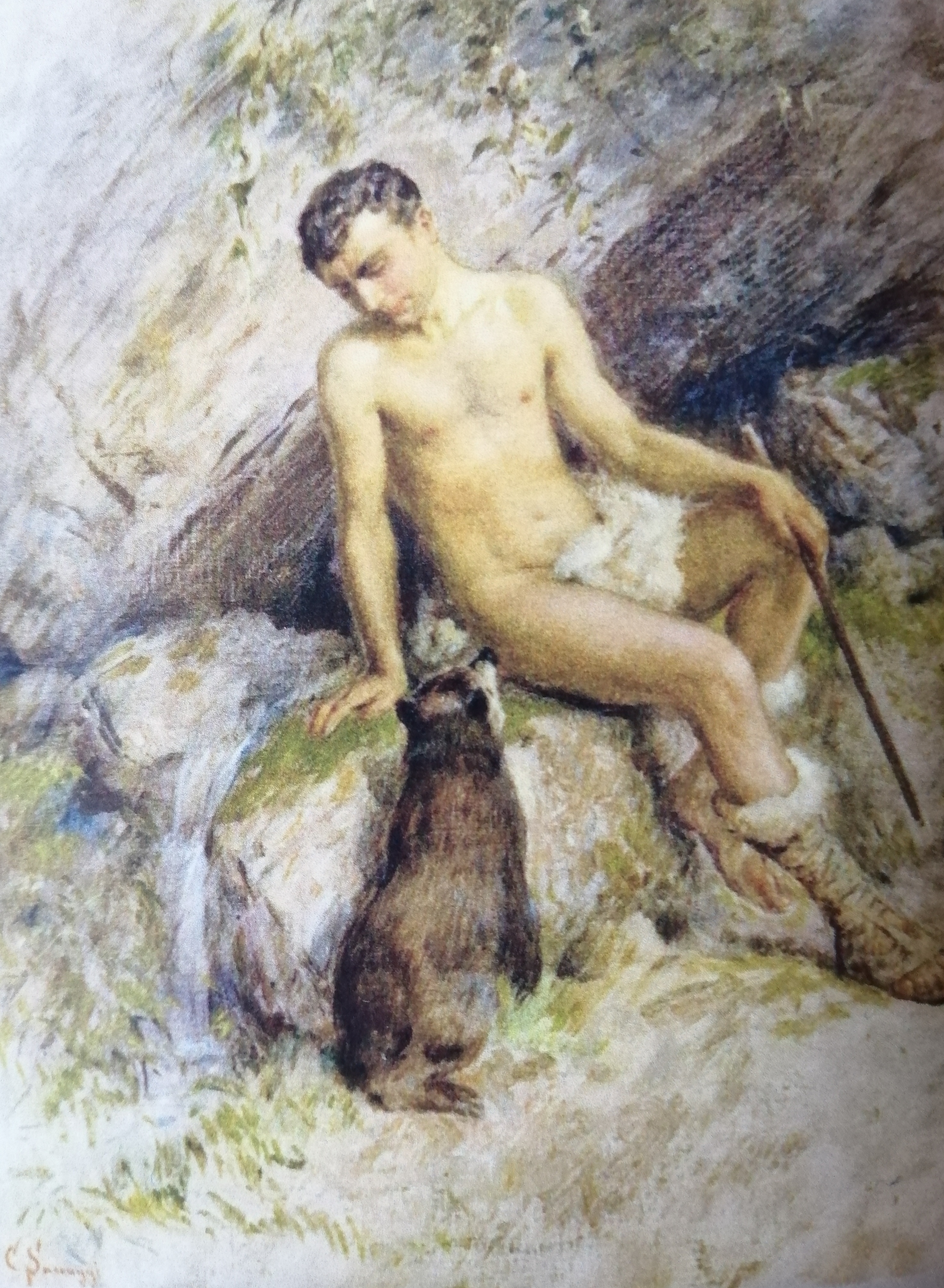
Cesare Saccaggi "Pastore di Arcadia", 1927.

Gli scrittori rinascimentali europei infatti rivisitarono spesso questo tema, che divenne ben presto simbolo di un luogo idilliaco. Importanti autori che si rifecero a questa tradizione furono per esempio Garcilaso de la Vega, in Spagna o Torquato Tasso, in Italia, nella sua favola pastorale Aminta.
Come è evidente, il termine "utopia", coniato da Tommaso Moro, non ha la stessa connotazione del termine Arcadia: non riprende una società ed una Natura idealizzata dall'uomo secondo le sue esigenze; l'Arcadia rappresenta il risultato spontaneo della vita vissuta naturalmente, lontano dalla corruzione della civiltà.
Nel 1502, Jacopo Sannazaro pubblicò il suo poema Arcadia, che fissò la nuova concezione dell'Arcadia come un mondo perduto, di felicità perfetta e duratura, raccontato come un ricordo lontano e felice. Anche l'opera Sogno di una notte di mezza estate di William Shakespeare è ambientata entro i limiti di un regno con le stesse caratteristiche dell'Arcadia, governato da un re fatato e una regina. Nell'ultimo decennio del XVI secolo, Sir Philip Sidney fa circolare delle copie di un suo poema eroico The Countess of Pembroke's Arcadia, stabilendo l'Arcadia come un modello del Rinascimento.
Il tema dell'Arcadia fu in gran voga anche nel XVIII secolo: celebre è il villaggio costruito a Versailles, dove la regina Maria Antonietta, smessi i panni di sovrana, aveva l'occasione di essere una felice contadinella in un mondo fatato ed idilliaco.

### L'Arcadia nel panorama della letteratura italiana

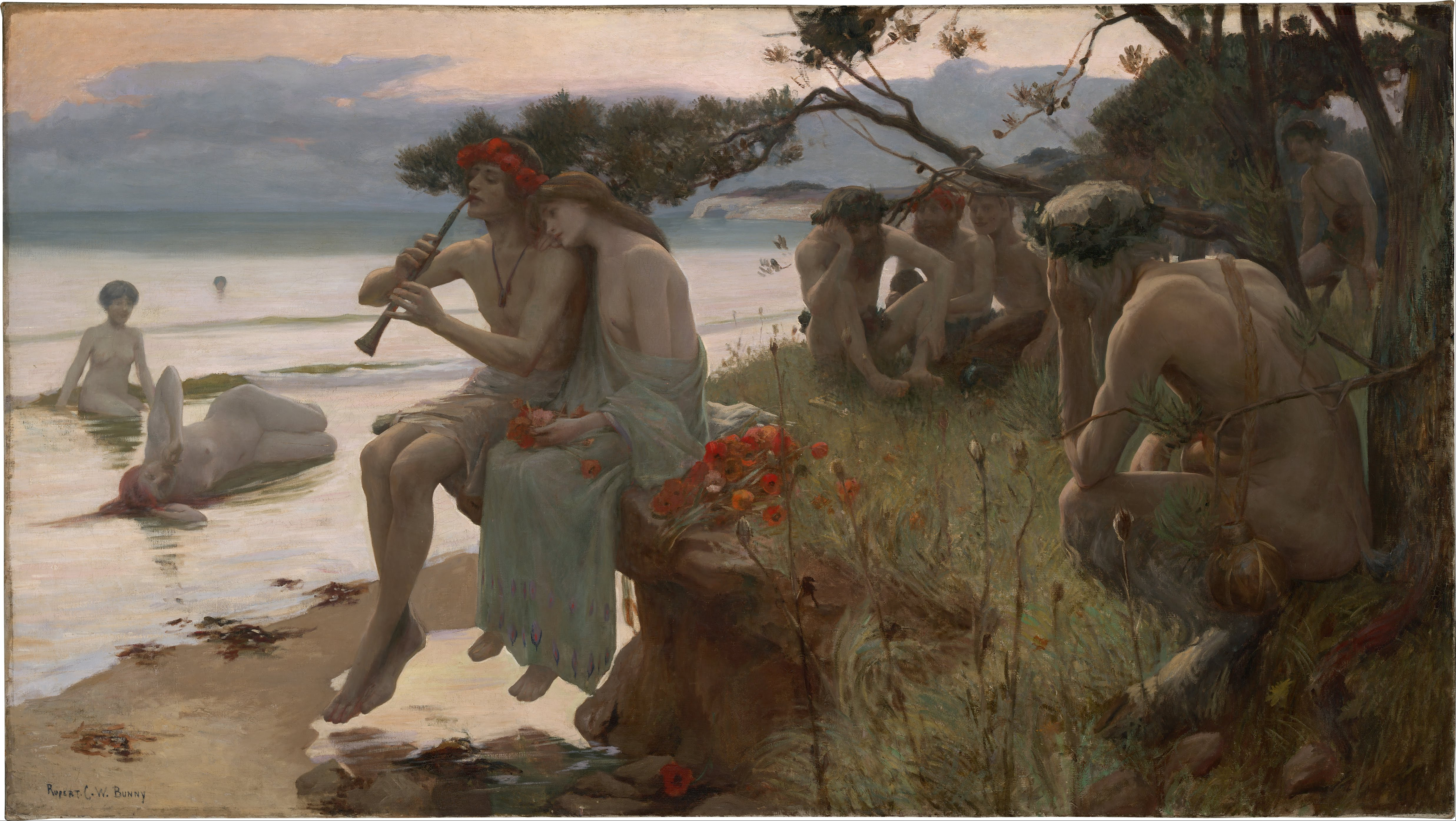
Rupert Bunny, Pastori in ambiente bucolico - Idillio di mare Pastorale, 1893

L'Accademia dell'Arcadia rappresenta, oltre ad un circolo letterario, un vero e proprio movimento letterario, fondato a Roma il 5 ottobre 1690. I suoi fondatori sono 14 letterati e intellettuali, tutti appartenenti al circolo della regina Cristina di Svezia, che risiedette nello Stato Pontificio dopo aver abdicato al trono, dal 1655 alla morte (1689). Il nome, oltre a ricollegarsi idealmente alla classicità e al poema di Jacopo Sannazaro, rievoca il carattere evasivo dell'attività poetica svolta all'interno dell'Arcadia. Era ancora viva, infatti, all'interno dell'accademia l'abitudine di matrice seicentesca, al "travestimento": ogni accademico si sceglieva un nome tra quelli dei pastori protagonisti delle opere di carattere bucolico greco-latine (ad esempio Opico Erimanteo era il soprannome di Gian Vincenzo Gravina e Artino Corasio quello di Pietro Metastasio), la sala riunione venne rinominata Bosco Parrasio, l'archivio "Serbatoio", l'insegna "sampogna di Pan" (il dio Pan era il protettore dei pastori e delle greggi) e a capo dell'organismo vi era un custode che svolgeva attività analoghe a quelle dell'odierno presidente di un circolo culturale. Tra i custodi che si sono succeduti durante la vita dell'Arcadia è necessario ricordare Gian Vincenzo Gravina. In tale accademia entrarono a far parte filosofi, storici, scienziati appartenenti alla scuola galileiana.
Tappa finale dell'Arcadia era teorizzare una via alternativa al "cattivo gusto" barocco. La sua volontà era di impedire alla poesia di divenire mero artificio retorico. Per questo suo fine ultimo, l'accademia è stata spesso definita come una coscienza di decadenza, ovvero come la consapevolezza che la letteratura avesse raggiunto il suo apice nel periodo classico greco-latino e nel Petrarca. Si svilupparono in tale prospettiva due filoni interni all'Arcadia: quello "petrarcheggiante", i cui massimi esponenti furono Giambattista Felice Zappi e Paolo Rolli e quello "classicheggiante", il cui massimo esponente fu Pietro Metastasio.
Nonostante le copiose teorizzazioni estetiche ad opera dell'accademia, essa ebbe un carattere non-rivoluzionario, e la sua influenza rimase circoscritta al territorio italiano. L'accademia soffrì infatti di tre gravi limiti:
1. La mancanza di ideali nuovi, più freschi e meno anacronistici;
2. La mancanza di concretezza, l'accademia aveva assunto, infatti, i caratteri di una realtà alternativa e fittizia, poco attenta alle strade letterarie intraprese nel resto d'Europa,
3. La mancanza di "verità": la produzione Arcadica era sì caratterizzata da una grande raffinatezza formale, ma era frutto di una concezione manieristica della poesia, alla rielaborazione di già ben noti topoi letterari.

Tali limiti appena citati hanno aggiunto al termine Arcadia un significato figurato e quello di una riunione di persone o una corrente culturale che tratti futilmente di cose senza importanza.

## Letteratura contemporanea
Vi è un riferimento ad Arcadia anche nella serie di romanzi di Ulysses Moore, scritta da Pierdomenico Baccalario. Essa è infatti uno dei paesi immaginari raggiungibili dalle Porte del Tempo o dal Labirinto d'Ombra, che la collega agli altri porti dei sogni. Parte dell'ottavo, del nono e del dodicesimo libro della serie è ambientata ad Arcadia.